# Isabelle (bande dessinée, Servais)
Pour les articles homonymes, voir Isabelle, Isabelle (bande dessinée) et Isabella (bande dessinée).
Isabelle est une bande dessinée historique du Belge Jean-Claude Servais publié en 1984 par Le Lombard. L'album est préfacé par Julos Beaucarne.

## Synopsis
Isabelle est une fille de seigneur qui préfère courir la campagne que de rester dans le donjon comme le voudrait son rang.
Elle tombe amoureuse de Quentin, troubadour de son état. Malheureusement, elle est promise par son père au puissant seigneur Ansiau de Monjoie.
Le soir de ses noces, elle fuit dans les bois sous la protection d'une fée, ce qui implique certaines conditions.

## Les personnages
- Isabelle : Fille de seigneur de 14 ans
- Quentin : Troubadour
- seigneur Ansiau de Monjoie : Mari d'Isabelle

## Éditions
Il a été publié à plusieurs reprises avec des couvertures différentes :
- Le Lombard, coll. « Histoires et légendes », 1984  (ISBN 2-8036-0452-3).
- Le Lombard, 1995  (ISBN 2-8036-1184-8).
- Dupuis, coll. « Repérages », 2003  (ISBN 2-8001-3393-7).